# Hildegard Michaelis
Hildegard Michaelis (Erfurt, 17 november 1900 - Simiane-Collongue, 8 juli 1982) was een in Nederland werkzame textielkunstenares en oprichtster van drie benedictijner kloosters, in Egmond-Binnen, Simiane-Collongue en Orselina.

## Jeugd en opleiding
Hildegard Michaelis werd in 1900 geboren in Erfurt in een Luthers gezin. Haar vader was een handelaar in bloemen, haar moeder overleed jong. Michaelis wilde een opleiding in de kunstnijverheid volgen, maar haar vader stuurde haar naar een handelsschool. Toen ze 24 jaar was begon zij alsnog aan een opleiding aan de Staatliche Kunstgewerbeschule am Lerchenfeld te Hamburg. Hier leerde zij onder andere weven en zij werkte kort als weefster in het Bauhaus. Zij maakte haar opleiding echter niet af, maar ging rondtrekken over de Lüneburger Heide. Hier werd ze geïnspireerd door de natuur en leerde het kloosterleven kennen. Op haar 28ste bekeerde zij zich tot het katholicisme. Ze kreeg al snel een opdracht om een kazuifel te weven voor de pauselijk nuntius in Duitsland Eugenio Pacelli, de latere paus Pius XII.

## Vertrek naar Nederland

Detail van een leeuw op een processiebaldakijn van Hildegard Michaelis. Obrechtkerk, Amsterdam.

In 1928 werden er in Nederland twee tentoonstellingen georganiseerd waar haar werk te zien was, namelijk in de Haagse kunstzaal Vuvendre, samengesteld door Jan Lauweriks, en in het Sint-Bernulphushuis te Amsterdam. Ze werden goed ontvangen en Michaelis besloot om zich in Nederland te vestigen. Zij woonde tot 1935 in Amsterdam. Zij kreeg haar eerste grote opdracht van pastoor H.W.J. Hoosemans, van de door Joseph Cuypers en Jan Stuyt ontworpen Obrechtkerk te Amsterdam. Michaelis werkte ook samen met kunstenaar en benedictijn dom Jacques van der Mey (1888-1969), onder andere voor de Sint-Antonius Abtkerk te Rotterdam.

## Gebruikte weeftechniek
Michaelis had zich in Hamburg in kaartweven gespecialiseerd. Rond 1900 was deze Egyptische techniek in Hamburg herontdekt dankzij voorbeelden die zich in het Völkerkunde Museum bevonden. Bij deze techniek worden de kettingdraden van het weefsel door vierkante kaarten met gaten in de hoeken geleid. Door middel van het draaien van de kaarten tussen elke inslag komen de verschillend gekleurde kettingdraden boven. Kaartweven is een zeer arbeidsintensieve techniek, waarbij de breedte van het weefsel beperkt is, omdat alle kaarten tegelijkertijd met de hand gedraaid moeten kunnen worden. Michaelis ontwikkelde een weeftoestel waarin enkele honderden kaartjes vastgehouden konden worden, zodat een breedte van 50 tot 60 centimeter bereikt kon worden.

## Kloosterstichting en -atelier
Hoewel Michaelis in haar Amsterdamse periode werk in overvloed had, droomde zij van het kloosterleven, waarbij gebed en creatief werk in dienst van de liturgie samen moesten komen. In 1935 stichtte zij het Sint-Liobaklooster te Egmond-Binnen. Kerkelijke goedkeuring werd in 1952 verleend. Michaelis omschreef de motivatie van deze stichting voorafgaand aan deze goedkeuring:
[…] de in de laatste eeuwen ontstane te grote scheiding tussen kontemplatief en werkend leven in de vrouwenkloosters wordt in ons leven verzacht, en wijst zodoende duidelijk de weg naar de oorspronkelijke bedoelingen van de Regel.
In Egmond-Binnen werden achtereenvolgens ateliers voor weven, beeldhouwwerk, edelsmeedwerk en keramiek opgericht. Het weefatelier kende een moeilijke start en in de Tweede Wereldoorlog moesten de zusters evacueren. Na hun terugkeer naar Egmond-Binnen groeide de afzet echter gestaag. Het atelier, onder leiding van Michaelis, hield zich aanvankelijk bezig met kaartweven, maar vanwege het arbeidsintensieve en daarmee kostbare karakter van deze techniek werd besloten om over te stappen op het gewone handweven. De weefsels uit de vroege periode zijn zeer complex; het basisweefsel bevat tot acht kleuren en is versierd met ingeweven motieven. Alle garens werden met de hand gekleurd, tot in de jaren vijftig met zelfbereide, natuurlijke kleurstoffen. In de jaren vijftig werden echter speciaal voor het klooster synthetische kleuren samengesteld, die zowel de natuur als de zijde minder belastten. De kleuren werden daarna uitgesprokener. De modellen van de gewaden werden mede bepaald door de kostbaarheid van de stoffen; ze werden bij voorkeur uit één geweven doek gemaakt, met een minimum aan knipwerk en naden.
In de jaren zestig en zeventig bereikte de productie van het klooster een hoogtepunt. Er waren drie à vier grote getouwen continu in gebruik en alle ongeveer zestig aanwezige zusters werden ingezet. Het atelier overleefde als een van de weinige in Nederland de kerkhervormingen van de jaren zestig. In 1966 raakte Michaelis aan een zijde verlamd, waarna zij textiel ging beschilderen, met haar linkerhand.

## Dochterkloosters
Dankzij de inspanningen van Michaelis werden er twee dochterkloosters opgericht, in 1957 in Orselina in Zwitserland en later in Simiane-Colongue in Zuid-Frankrijk. Alle drie de kloosters beschikken anno 2017 nog steeds over textielateliers.